# Arciom Zajcau
Arciom Zajcau (błr. Арцём Зайцаў) ur. 4 marca 1984) – białoruski lekkoatleta, skoczek wzwyż.
Jego największym dotychczasowym osiągnięciem jest srebrny medal młodzieżowych mistrzostw Europy (Erfurt 2005). W 2009 sięgnął po złoto mistrzostw świata wojskowych rozegranych w Sofii.

## Rekordy życiowe
- Skok wzwyż (stadion) - 2.28 (2009)
- Skok wzwyż (hala) - 2.28 (2007)